# Якторув-Кольонія
Якторув-Кольонія (пол. Jaktorów-Kolonia) — село в Польщі, у гміні Якторув Ґродзиського повіту Мазовецького воєводства.
Населення — 868 осіб (2011).
У 1975-1998 роках село належало до Скерневицького воєводства.

## Демографія
Демографічна структура станом на 31 березня 2011 року:
|          | Загалом | Допрацездатний вік | Працездатний вік | Постпрацездатний вік |
| -------- | ------- | ------------------ | ---------------- | -------------------- |
| Чоловіки | 443     | 104                | 304              | 35                   |
| Жінки    | 425     | 75                 | 268              | 82                   |
| Разом    | 868     | 179                | 572              | 117                  |